# Herbergshult (naturreservat)
Herbergshult är ett naturreservat i Ydre kommun i Östergötlands län.
Området är naturskyddat sedan 2007 och är 72 hektar stort. Reservatet omfattar västbranter ner mot Östersjön väster om Herbergshult och består av ekhagar och lövskog i branterna. 